# Morts per dot
Les morts per dot són les morts de dones casades que són assassinades o conduïdes al suïcidi per l'assetjament continuat i la tortura per part dels seus marits i sogres en la disputa del seu dot, fent que la seva pròpia casa sigui el lloc més perillós per elles. Les morts per dot es troben predominantment a la l'Índia, Pakistan, Bangladesh, i Iran.
L'Índia, l'any 2010, publicava un informe on enregistrava el nombre més elevat de morts per dot amb un total de 8.391 morts. Aquestes dades signifiquen que hi ha 1,4 morts per cada 100.000 dones. Dels homicidis femenins enregistrats anualment a l'Índia, les morts per dot representen un 40 o 50% d'elles, tendència que s'ha mantingut estable des dels anys 1999 fins al 2016. Ajustat per a la població, Pakistan, amb 2.000 morts anuals reportades, té la taxa de mortalitat més elevada esdevenint 2.45 morts per dot per cada 100.000 dones.
La mort per dot és considerada una de les diverses categories de violència contra dones, juntament amb la violació, "eve teasing", mutilació femenina de genitals i llançar àcid.

## Índia
La majoria de morts de dot ocorren quan la dona jove, incapaç d'aguantar l'assetjament i la tortura, comet suïcidi. La majoria d'aquests suïcidis són per enverinament, per crema o en penjar-se d'una corda. Quan la dona és assassinada cremada és conegut com "la núvia que crema". Sovint és un acte comès pel seu marit o sogre; i habitualment és cobert com a suïcidi o accident. La mort per cremar a les dones Índies s'ha atribuir a conflictes amb el dot. En la mort per dot, la família del nuvi és el perpetrador del assassinat o suïcidi.
D'acord amb el "National Crime Record Bureau", Índia té el número més alt de mort per dot. L'any 2012, 8.233 morts de dot van ser reportades a l'Índia. Això significa que una núvia era cremada cada 90 minuts.
Les morts de dot dins l'Índia no estan limitades a qualsevol religió específica, però són més comunes en les comunitats Hindu i Sikhs, en la zona nord de l'Índia concretament pels voltants de Panjab, Haryana, Delhi, Rajasthan i Uttar Pradesh.
Tot i que a l'Índia les lleis en contra les morts per dot han estat presents durant dècades són ineficaces. La pràctica de les morts de dot i els assassinats continua tenir lloc d'una manera descontrolada en moltes parts de l'Índia.

## Pakistan
Al Pakistan, es part de la seva cultura entregar dot, anomenat Jahez. Més del 95% de matrimonis en cada regió del Pakistan impliquen la transferència del dot. El dot s'entrega de la família de la núvia cap a la família del nuvi.
Les morts per dot han estat augmentant significativament al Pakistan durant dècades. La violència i la mort relacionada amb el dot s'ha anat expandint des que Pakistan va esdevenir una nació independent.
Hi ha controvèrsia en els índexs oficials de mort per dot dins Pakistan. Algunes publicacions oficials suggereixen que les autoritats Pakistaneses no enregistren les morts per dot en la seva totalitat, i els índexs de mort podrien ser significativament més elevats.

## Bangladesh
A Bangladesh, el dot és anomenat joutuk i la mort per dot també representa una causa significativa de morts. Els mètodes de mort inclouen suïcidis, crema i altres formes de violència domèstica.

## Iran
El dot és un costum antiga Pèrsica, i localment s'anomena jahâz.. La violència i les morts per dot a l'Iran s'informen als diaris Iranians, algunes d'aquestes notícies apareixen als mitjans de comunicació anglesos.

## Esforços internacionals i erradicació
Diversos informes dels incidents de morts per dot han atret l'interès públic i han desencadenat un moviment activista global que busca erradicar aquesta pràctica. D'aquesta comunitat activista, les Nacions Unides (ONU) ha tingut un paper fonamental combatent la violència contra les dones, incloent en la seva lluita les morts per dot.

### Nacions Unides
Les Nacions Unides han defensat els drets de les dones des de la seva creació l'any 1945.
El Fons de les Nacions Unides per la Infància (UNICEF), tot i que està enfocat a millorar l'educació dels nens, ha pres una part molt activa contra "La mort per dot". El 9 de març de 2009 (el dia de les dones Internacionals), en una roda de premsa a Washington DC, la directora executiva d'UNICEF, Ann M. Veneman, va condemnar públicament la "mort per dot" i el sistema legislatiu que permet que els culpables quedin impunes. L'any 2009, UNICEF va llançar el seu primer pla d'acció sobre igualtat de gènere, el qual va ser seguit per un segon pla d'acció l'any 2010. L'objectiu d'aquests plans ha estat que dins els programes i funcions d'UNICEF, la lluita per la igualtat de gènere sigui prioritària.

### Organitzacions privades
Amnistia Internacional, en un esforç per educar el públic, va exposar les morts per dot com la causa principal de violència contra les dones. També, durant les seves avaluacions de drets humanes anuals, ha critica Índia pels elevat nombre de casos de morts per dot així com la impunitat dels autors que comenten aquest delicte.
Human Rights Watch l'any 2011 també va criticar el govern d'Índia per la seva incapacitat per fer qualsevol progrés per eliminar les morts per dot i la seva mediocre actuació sobre els autors d'aquest crims, els quals en la seva majoria no són jutjats
Una organització relativament més petita, V-Dia, s'ha dedicat a lluitar contra la violència de les dones. Ha estat planificant esdeveniments com ara obres de teatre, exposicions d'art, tallers en diverses comunitats i campus d'universitats arreu dels Estats Units. V-Day recol·lecta fons i educa al pública en l'àmbit de violència de gènere inclòs el tema de morts per dots. Obres completes sobre morts per dot inclouen 'La Núvia Que No Cremaria'